# Exochus krellus
Exochus krellus là một loài tò vò trong họ Ichneumonidae.